# X Comics
X Comics è stata una rivista italiana di fumetti erotici, creata nel 1999 da Francesco Coniglio e pubblicata dalla casa editrice Mare Nero.

## Storia editoriale
Nacque come progetto derivato dall'esperienza della storica rivista di erotismo Blue, anche se con tematiche più spinte rispetto a quest'ultima.
Fra gli autori ospitati sulla rivista: Francisco Solano Lopez, Cristina Fabris, Enrico Teodorani, Enrique Badia Romero, Marat Mychaels, Luciano Bernasconi, Luigi Siniscalchi, Francesca Paolucci, Roberto Recchioni, Leomacs, Matteo Mazzacurati, Alessio Spataro, Carlos Trillo, Ricardo Barreiro.